# Прапор Старої Вижівки
Пра́пор Старо́ї Ви́жівки затверджений 6 травня 1994 року сесією Старовижівської селищної ради. 
Автор проекту прапора  — А. Гречило.

## Опис
Квадратне полотнище; з вільного краю у жовтому полі — чорний тетерів; від древка хоругва має білу лиштву шириною 1/3 від ширини хоругви, на лиштві — три сині п'ятипелюсткові квітки льону.

## Зміст
Тетерук уособлює місцеву фауну. Квітки льону можна трактувати як символ Поліського регіону.